# Captain America (1990)
Captain America, auch Captain America – Der Film, ist ein Spielfilm von Albert Pyun mit Matt Salinger in der Hauptrolle des Superhelden Captain America bzw. Steve Rogers. Menahem Golan übernahm für 21st Century die Produktion des Films. Kino-Premiere hatte er am 14. Dezember 1990 im Vereinigten Königreich. In Deutschland erschien er am 27. Februar 1991 auf Video.

## Handlung
Es ist das Jahr 1944 – Steve Rogers ist verzweifelt, weil er den physischen Aufnahmetest zur Army nicht bestanden hat. Aus Verzweiflung meldet sich Steve freiwillig für ein extrem geheimes militärisches Experimentierprogramm der US-Regierung, welches Operation Wiedergeburt heißt. Durch ein Wunderserum werden seine Kräfte verstärkt. Er springt als „Captain America“ im Einsatz mit dem Fallschirm ins feindliche Gebiet. Doch im Einsatz steht er einem genetischen Supermenschen gegenüber, dem Red Skull, dem ultimativen Agenten der Nazis und ebenfalls ein Produkt des Supersoldatenserums. Bei dem Einsatz von Captain America in der Raketen-Abschussstation wird er von Red Skull gefangen und an die Rakete befestigt, die in Richtung Weißes Haus fliegen soll. Mit seinen letzten Kräften kann Captain America im Flug die Rakete herumreißen und landet schließlich in der Eiswüste Alaskas. Dort verbringt er Jahrzehnte tiefgefroren.
In den 1990er Jahren wird er von einem Forscherteam wiederentdeckt und er flüchtet sofort. Ihm gelingt die Reise in seine Heimat, wo er seine Freundin als alte Frau wiederfindet. Nach wie vor sind Red Skulls Leute hinter ihm her, ebenso haben sie den US-Präsidenten Kimball gefangen genommen, der sich für Umweltschutz engagieren will. In einem Fort in Italien kommt es zum Showdown, bei dem Red Skull an dem Zünden einer Atombombe gehindert wird und von Captain America ins Meer befördert wird.

## Kritik
„[…] Da es sich bei dem verantwortlichen Terroristen um seinen eigenen Zwillingsbruder handelt, bietet die sprunghaft erzählte Handlung Raum für entwaffnende Fantastik und infantile Wunderlichkeiten, wie sie der naiven Fabel angemessen sind.“

„Einen gewissen trashigen Retro-Charme hat das sicher, vergleichbar zu der Serie Der unglaubliche Hulk. Ernst nehmen darf man den B-Movie jedoch nicht.“

Am 26. April 2019 wurde der Film im Rahmen der Tele-5-Reihe Die schlechtesten Filme aller Zeiten gezeigt.